# Cunonia cerifera
Cunonia cerifera är en tvåhjärtbladig växtart som beskrevs av Hoogland. Cunonia cerifera ingår i släktet Cunonia och familjen Cunoniaceae. Inga underarter finns listade i Catalogue of Life.